# Мечеть Атик (Бенгази)

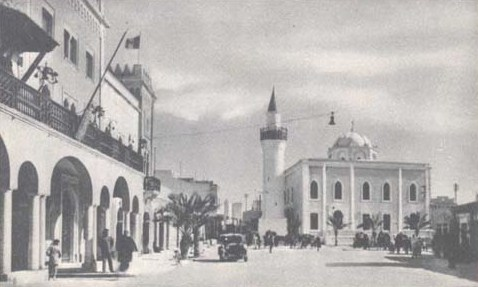
Вид на площадь Свободы и мечеть Атик в 1930 году

Мечеть Атик (араб. المسجد العتيق‎) также известная как мечеть Аль-Джами аль-Кабир (рус. Великая мечеть, араб. مسجد الكبير‎) — мечеть в городе Бенгази в регионе Киренаика в восточной части Ливии. Построена в XVI веке и является самой древней в городе.

## История
Первоначальное здание мечети было построено шейхом Абд аль-Сами аль-Кади после его прибытия из города Мисурата в 1577 году. В османский период мечеть претерпела множество реконструкций и перепланировок. В 70-х годах XX века были проведены капитальные ремонтные работы по реконструкции мечети. В ходе реконструкции произошла эксгумация останков шейха Абд аль-Сами аль-Кади, после чего его останки были захоронены за пределами мечети. Кроме того, был снесён старый минарет и построен новый.

## Описание
Мечеть расположена на северной стороне площади Свободы в городе Бенгази. Современное центрально-купольное сооружение выполнено в османском стиле.